# Tommelen
Der Tommelen (norwegisch für Daumen) ist ein Felsvorsprung im ostantarktischen Königin-Maud-Land. In der Gjelsvikfjella ragt er in der Umgebung der Troll-Station auf.
Wissenschaftler des Norwegischen Polarinstituts benannten ihn 2007 deskriptiv, nachdem die ursprüngliche Benennung als Jutulkuken (norwegisch für Riesenpenis) als zu vulgär verworfen worden war.